# Milton Keynes
Milton Keynes (pronunciat /ˌmɪltənˈkiːnz/), abreujat MK, és un municipi d'Anglaterra (Regne Unit). Pertany al districte administratiu Borough de Milton Keynes, del comtat cerimonial de Buckinghamshire. Es tracta d'una de les ciutats noves que es van construir durant els anys 1960.
La població continua creixent: de 184.506 habitants segons el cens de 2001, fins als 248.821 habitants el 2011, i 255.700 el 2013 segons el cens del municipi. Pertanyia al Comtat de Buckinghamshire, però el 1997 va esdevenir una Autoritat unitària independent. El nom ve d'un poble absorbit per la nova ciutat, que per diferenciar-lo des del 1991 es diu «Milton Keynes Village». Tot i que encara no té el títol de «city» (ciutat), un títol que només la reina pot atorgar, molta gent i entitats locals parlen de la ciutat, com que «town» ja no sembla convenir per a la realitat sociològica de la nova entitat.

## Geografia
Per tal de fomentar que la nova ciutat es desenvolupés com un real nou centre regional i no només com una mera ciutat dormitori, es va triar intencionadament el lloc per a la construcció a un vuitantena de quilòmetres a equidistància de Londres, Birmingham, Leicester, Oxford i Cambridge. La ciutat és regada pels rius Gran Ouse i Ouzel així com pel Grand Union Canal que connecta Londres amb Birmingham. Des de la fi dels anys 1970 el canal va perdre el seu paper pel transport però va esdevenir una major atracció de navegació turística.
Nuclis
| Nom                       | Habitants (Cens de 2001) |
| ------------------------- | ------------------------ |
| Bletchley                 | 47.176                   |
| Browns Wood               | 4.225                    |
| Central Milton Keynes     | 31.442                   |
| Newport Pagnell           | 14.739                   |
| North Milton Keynes       | 13.489                   |
| Walnut Tree               | 12.526                   |
| Wolverton/Stony Stratford | 60.359                   |
| Milton Keynes             | 184.506                  |

## Economia
De 2005 a 2015 Milton Keynes va ser la localitat amb més creació de llocs de treball dels 64 municipis majors del Regne Unit: +18,2% (per comparar: Londres va fer +17,1%).
Unes empreses importants tenen la seva seu administrativa o de producció a Milton Keynes, entre d'altres: Home Retail Group, Domino's Pizza, Marshall Amplification, Mercedes-Benz, Suzuki, Volkswagen AG i Yamaha Kemble. Es destaca el fabricant de referencia d'amplificadors de guitarres elèctriques durant diverses dècades, l'empresa Marshall Amplification. Llegendes com Jimi Hendrix, Iron Maiden i altres músics contemporanis van usar els seus productes.
Amb els seus 720 metres de longitud, el 1996, el centre comercial de Milton Keynes va ser reconegut pel llibre Guinness dels Rècords com el més llarg del món.

## Ensenyament
Hi ha una xarxa d'instituts i d'escoles públiques i privades d'ensenyament primari i secundari. El municipi encara no té la seva pròpia universitat. L'Open University, una institució d'ensenyament universitari a distància, comparable a la Universitat Oberta de Catalunya té la seu al barri de Walton Hall, però excepte uns dos-cents doctorands, no hi ha cap estudiant. L'escola politècnica de Leicester, predecessora de l'actual de Monfort University havia creat un campus a Milton Keynes el 1991, que va ser tancat el 2003. S'espera que aquest campus, ara ocupat per l'Open University esdevingui el bressol d'una universitat pròpia.

## Esports
A la ciutat es troba la sala d'esquí a pista coberta amb neu real més gran d'Europa, el centre nacional de bàdminton i una pista de kàrting.
A més, el National Bowl (també conegut com a Milton Keynes Bowl) és des de 1972 un famós lloc per a concerts a l'aire lliure, on han actuat artistes com Linkin Park, Robbie Williams, Metallica, Queen, Guns N'Roses, Eminem, Green Day o Bon Jovi. El 19 de juny de 2005 la banda Green Day va gravar el seu CD/DVD en directe Bullet In A Bible a Milton Keynes i el 29 de juny  de 2008 el grup Linkin Park feu el mateix amb Road To Revolution.
L'equip de Fórmula 1 Red Bull Racing té la seu en Milton Keynes. L'equip de futbol és Milton Keynes Dons Football Club, un club jove de tercera divisió que va esdevenir famós en derrotar Manchester United el 2014 durant el campionat Capital One Cup. L'any 2015, l'Stadium MK fou una de les seus de la Copa del Món de Rugbi.

## Fills i filles predilectes de la ciutat
- Francis Atterbury (1663–1732), bisbe de Rochester
- Derek Redmond (* 1965), corredor de la distància de 400 m
- Emily Bergl (* 1975), Actriu cinematogràfica i de teatre
- Greg Rutherford (* 1986), saltador de longitud
- Ian Stannard (* 1987), ciclista
- Mark Randall (* 1989), jugador de bàsquet
- Leah Williamson (*1997), jugadora de futbol de l’Arsenal i capitana d’Anglaterra